# Richtofit
A Richtofit egy magyar fejlesztésű sportkrém védjegye. Eredetileg a  Kőbányai Gyógyszerárugyár által kifejlesztett kozmetikai termék volt, amelyet később termékcsaláddá fejlesztettek.

## A név eredete
A Kőbányai Gyógyszerárugyár állami vállalat volt, de valamennyi iparjogvédelmi jogait nem ezen a néven, hanem a formailag fennálló Richter Gedeon Vegyészeti Gyár Rt. néven szerezte. 
A név a Richt + O + FIT betűcsoportokból áll, ahol a "Richt" a Richter névre utal, az "O" kötőhang és a "FIT" fittet jelent. A termék elnevezése a Kőbányai Gyógyszerárugyárban 1981-ben egy gyártmányfejlesztési értekezleten történt, ahol az egyik munkatárs  felvetette, hogy a szó angolul beszélők számára is vonzó lehet, mivel értelmezhető úgy is, hogy "rich to fit" (vagyis "gazdag a fittségért").

## A termék
A  Kőbányai Gyógyszerárugyár tudományos kutatócsoportja az 1980-as évek elején  azt a feladatot kapta, hogy fejlesszen ki egy gyógynövény alapú, korszerű és hatásos termékcsaládot. A koncepció lényege az volt, hogy a gyógyszergyári háttérrel kizárólagosan gyógynövényekből készülő új termékcsalád feleljen meg az aktuális fogyasztói elvárásoknak.
A   Richtofit SPORT termékcsaládot kifejezetten sportolók, sportolást kedvelő emberek számára fejlesztették ki és hatásosnak bizonyultak az izmok sportolással kapcsolatos ápolásában. A klinikailag tesztelt termékek a bevezetés után hamarosan  népszerűek, sikeresek lettek.

## A Colgate-Palmolive  termékeként
Az 1990-es évek elején a Richter cég felhagyott  a gyógynövény alapú illetve kozmetikai termékeinek gyártásával. 1993-ban a Colgate-Palmolive cég vásárolta meg a termék gyártási jogát és védjegyét, a Fabulon termék gyártási jogával és védjegyével együtt. Az amerikai vállalat Dorogon folytatta egyes szépségápolási termékeinek a gyártását, s egy ideig itt folytatódott a két hazai márka (A Fabulon és a Richtofit) termékeinek gyártása. 1995-ben a  Colgate-Palmolive vezetése úgy döntött, hogy egy globális költséghatékonysági folyamat részeként véglegesen bezárja a dorogi gyáregységét, és a termékek gyártását külföldre helyezte. 

## A 21. században
Közel két évtized után, 2012-ben a magyar Pharmafit Sport Kft. tulajdonába került a Richtofit termékcsalád.
Háromféle Richtofit termék van forgalomban: a Richtofit SPORT, a  Richtofit Gyógynövényes Krém, valamint a Richtofit Gél ajakherpesz kezelésére.